# Rio Hondo
Rio Hondo – miasto w Stanach Zjednoczonych, w stanie Teksas, w hrabstwie Cameron.